# Whistler (Radio)

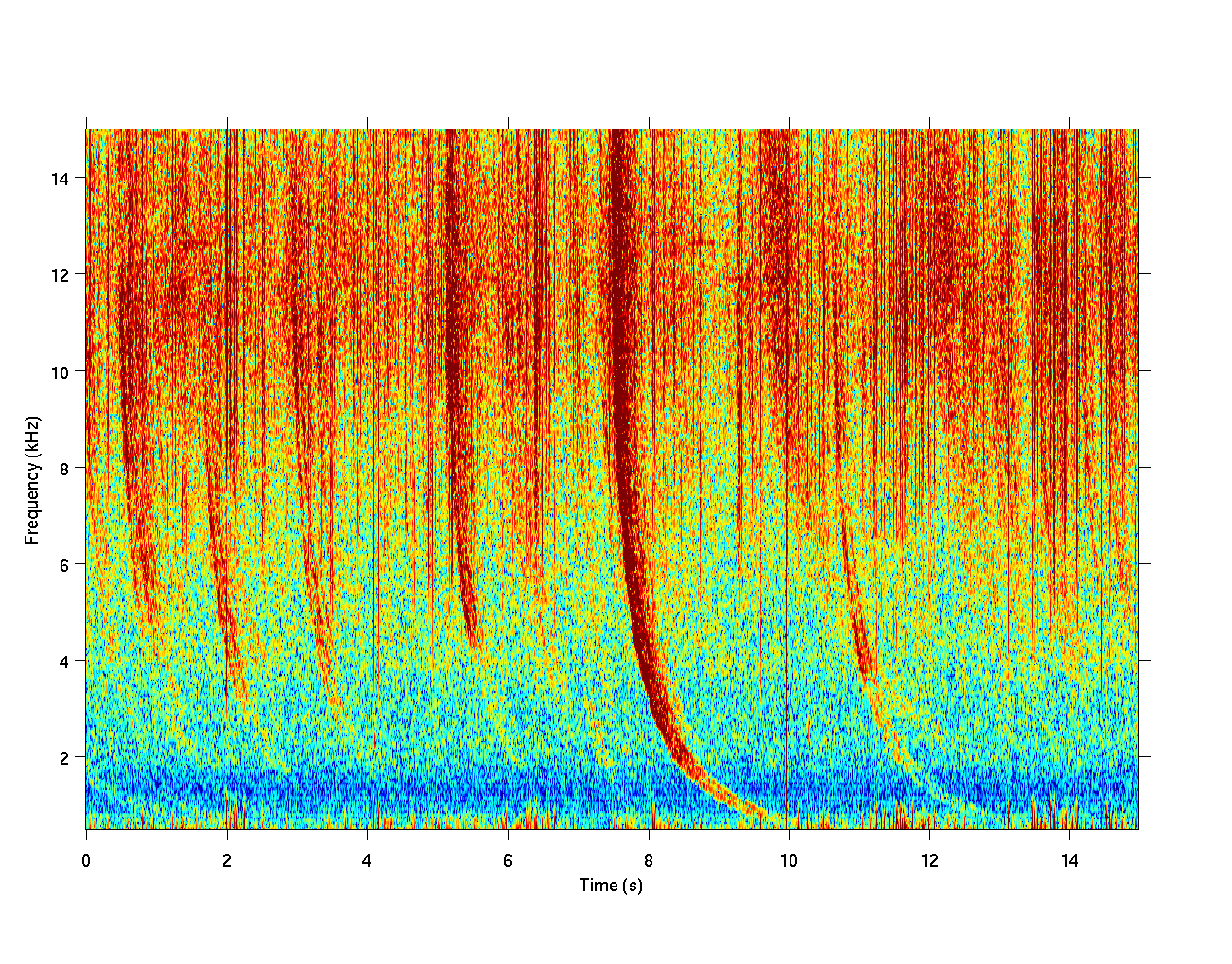
Eine Darstellung der Frequenz über der Zeit (Spektrogramm), die mehrere Whistler-Signale zeigt, die von der Palmer Station, Antarktis am 24. August 2005 empfangen wurden.

Ein Whistler ist ein niederfrequentes elektromagnetisches Signal, das beispielsweise durch Gewitter erzeugt werden kann. Die Frequenzen eines Whistlers liegen zwischen 1 und 30 kHz, gewöhnlich mit einem Maximum zwischen 3 und 5 kHz. Somit liegen sie von der Frequenz her im Hörbereich des Menschen und können mit einem geeigneten Empfänger direkt in akustische Signale umgewandelt werden.
Sie entstehen durch Blitzschläge, bei denen der Impuls von der Erde wegwandert und entlang der magnetischen Feldlinien zur Erde zurückkehrt. Aufgrund der geringeren Ausbreitungsgeschwindigkeit (Dispersion) der niedrigeren Frequenzen im Plasma der Ionosphäre und Magnetosphäre werden sie als absteigender Ton wahrgenommen, der mehrere Sekunden andauern kann. Whistlers werden in Pure Note Whistlers, Diffuse, 2-hop und Echo Train unterschieden.
Whistler wurden auch von Jupiter empfangen, was die dortige Existenz von Gewittern nachweist.

## Bezeichnungen
Die Ausbreitung eines Signals im Erde-Ionosphäre-Wellenleiter wird als Sferic bezeichnet. Wenn das Signal in der Ionosphäre entstanden ist und sich durch die Magnetosphäre ausbreiten kann, kommt es zu einer springenden Ausbreitung, bei der es an den gegenüberliegenden Seiten des Planeten hin- und herreflektiert wird, bis es sich komplett abgeschwächt hat. Um klarzustellen, in welchem Teil dieses Sprungmusters sich das Signal befindet, wird ihm eine Nummer zugeordnet. Auf seinem ersten Aufwärtspfad wird es als 0+ bezeichnet.  Nachdem es den magnetischen Äquator passiert hat, wird es als 1− bezeichnet. Das Zeichen + bzw. − zeigt die Aufwärts- oder Abwärtsausbreitung an. Die Zahl bildet die aktuelle Halbsprung-Nummer ab. Das erneut reflektierte Signal wird dann als 1+ bezeichnet, bis es erneut den geomagnetischen Äquator passiert; dann heißt es 2− usw.